# Халл, Джейн Ди
Джейн Ди Халл (англ. Jane Dee Hull; 8 августа 1935, Канзас-Сити — 16 апреля 2020) — американский политик, 20-й губернатор Аризоны.

## Биография
Джейн Ди Халл (урожденная Боуэрсок) родилась в Канзас-Сити, штат Миссури. После окончания Канзасского университета, где она получила степень в области образования, Халл преподавала в начальной школе Канзаса, а затем в школах навахо в Чинли, где её муж работал врачом.
В 1962 году, после услышанной речи Барри Голдуотера, Халл переехала в Аризону. На президентских выборах в 1964 году она агитировала за Голдуотера.
В 1978 году Халл была избрана в Палату представителей Аризоны от Республиканской партии, где работала в течение семи терминов. В 1989—1992 годах была спикером, став первой женщиной-спикером Палаты представителей штата.
В 1991 году, когда Халл была спикером, законодательный орган Аризоны пережил крупный политический скандал, названный AZSCAM, в результате которого ушли в отставку или были отстранены от должности десять членов Палаты представителей и Сената. В результате, чтобы восстановить доверие общественности к законодательному органу, спикер Халл провела ряд этических реформ.
В 1994 году Халл была избрана секретарём штата. 5 сентября 1997 года, после того, как губернатор Файф Симингтон 3-й покинул свой пост в связи с обвинением в мошенничестве, она стала губернатором Аризоны. Халл была приведена к присяге судьёй Верховного суда США Сандрой О’Коннор. В Аризоне нет вице-губернатора, поэтому секретарь штата занимает первое место в линии наследования губернаторства.
В 1998 году Халл была переизбрана на второй срок. Это избрание было интересно тем, что впервые в истории США все пять высших постов в исполнительной власти штата заняли женщины: Халл, Бетси Бейлесс (секретарь штата), Джанет Наполитано (генеральный прокурор), Кэрол Спрингер (казначей) и Лайза Кигэн (инспектор образования). В 2002 году Халл не могла баллотироваться на следующий срок, так как Конституция Аризоны ограничивает пребывание в должности губернатора восемью годами подряд, и её сменила Джанет Наполитано.
Во время пребывания в должности губернатора у Халл были напряжённые отношения с сенатором США от Аризоны Джоном Маккейном. Во время первичных выборов на пост президента США в 2000 году она поддержала его оппонента, губернатора Техаса Джорджа Буша-младшего. В свою очередь, Халл рассматривалась как возможный кандидат на пост посла США в Мексике.
После отставки с поста губернатора Халл три месяца была делегатом от США при Генеральной Ассамблее ООН (2004).
В честь Джейн Халл названа начальная школа в Чандлере, Аризона.